# Samtgemeinde Hagen

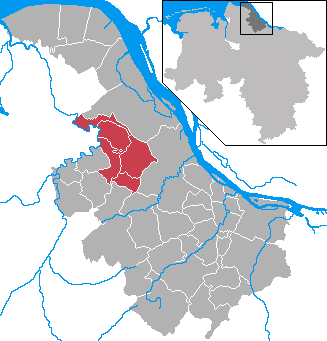
Ligging van de voormalige Samtgemeinde Himmelpforten

De Samtgemeinde Hagen was een Samtgemeinde in de Duitse deelstaat Nedersaksen. Ze was een samenwerkingsverband van zes kleinere gemeenten in het midden van de Landkreis Cuxhaven. Het bestuur was gevestigd in Hagen im Bremischen.

## Geschiedenis

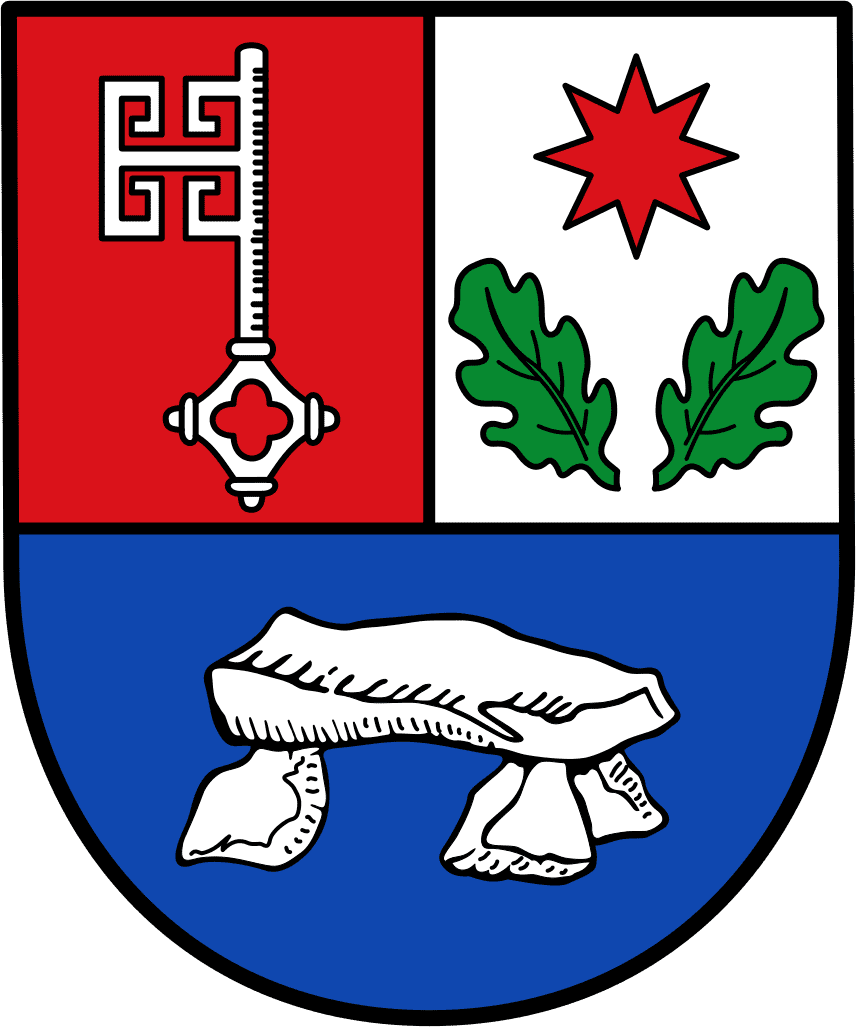
Wapen van de Samtgemeinde

De Samtgemeinde ontstond op 1 juli 1970 uit de zestien gemeenten Albstedt, Axstedt, Bramstedt, Dorfhagen, Driftsethe, Hagen im Bremischen, Harrendorf, Heine, Hoope, Kassebruch, Lehnstedt, Lohe bei Bramstedt, Sandstedt, Uthlede, Wittstedt en Wulsbüttel. Drie jaar later vond er een herindeling plaats, waarbij het aantal gemeenten werd gereduceerd. Bramstedt, Driftsethe, Hagen im Bremischen, Sandstedt, Uthlede en Wulsbüttel bleven over.
Op 1 januari 2014 werd de Samtgemeinde, en de daartoe behorende gemeenten, opgeheven en omgevormd tot een eenheidsgemeente met de naam Hagen im Bremischen.